# 比卡
比卡（Bica）是一种葡萄牙咖啡，它类似于意式浓缩咖啡。 比卡咖啡的萃取量比浓缩咖啡大，而且口感更柔和，和意大利的伦戈咖啡相似。因为采用了低烘焙度的咖啡豆所以口感较柔和。Bica在葡萄牙语中是咖啡的意思。
在葡萄牙的几乎所有地区，比卡咖啡被简单称为（在葡萄牙语中是一杯咖啡的意思），而且咖啡都是用小咖啡杯盛放。
在葡萄牙语中Bica也有泉水或喷泉的意思。因为咖啡从咖啡机流到咖啡杯的时候就像喷泉或泉水流动一样，所以这种咖啡被叫做Bica。

## 咖啡历史

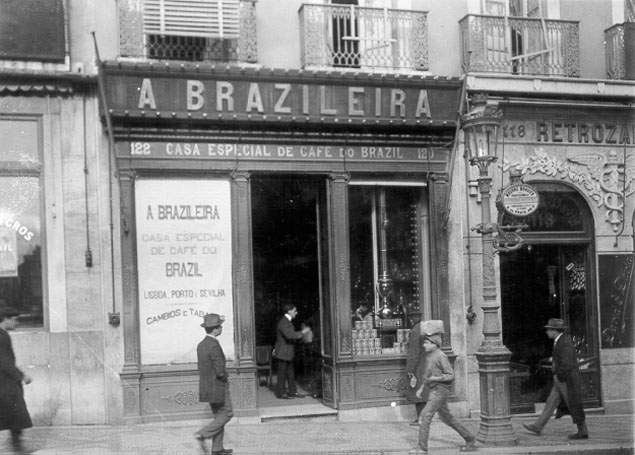
里斯本的巴西人咖啡馆，照片摄于1911年，咖啡馆在1920年代用装饰风艺术进行了翻新。

1905年11月19日阿德里亚诺·特列斯（Adriano Telles）在里斯本122号（以前是旧衬衫店）开设了巴西人咖啡馆，出售来自巴西米纳斯吉拉斯州的“正宗巴西咖啡”。当时里斯本的家庭普遍没有这种咖啡，特列斯为了推销自己的咖啡所以推出了优惠方案，为购买一公斤咖啡粉的顾客（价格为720雷亚尔）免费赠送一杯比卡咖啡。这在当时是第一家出售比卡咖啡的商店，比卡咖啡类似意式浓缩咖啡，并配有附近农场产的新鲜羊奶。